# Flare

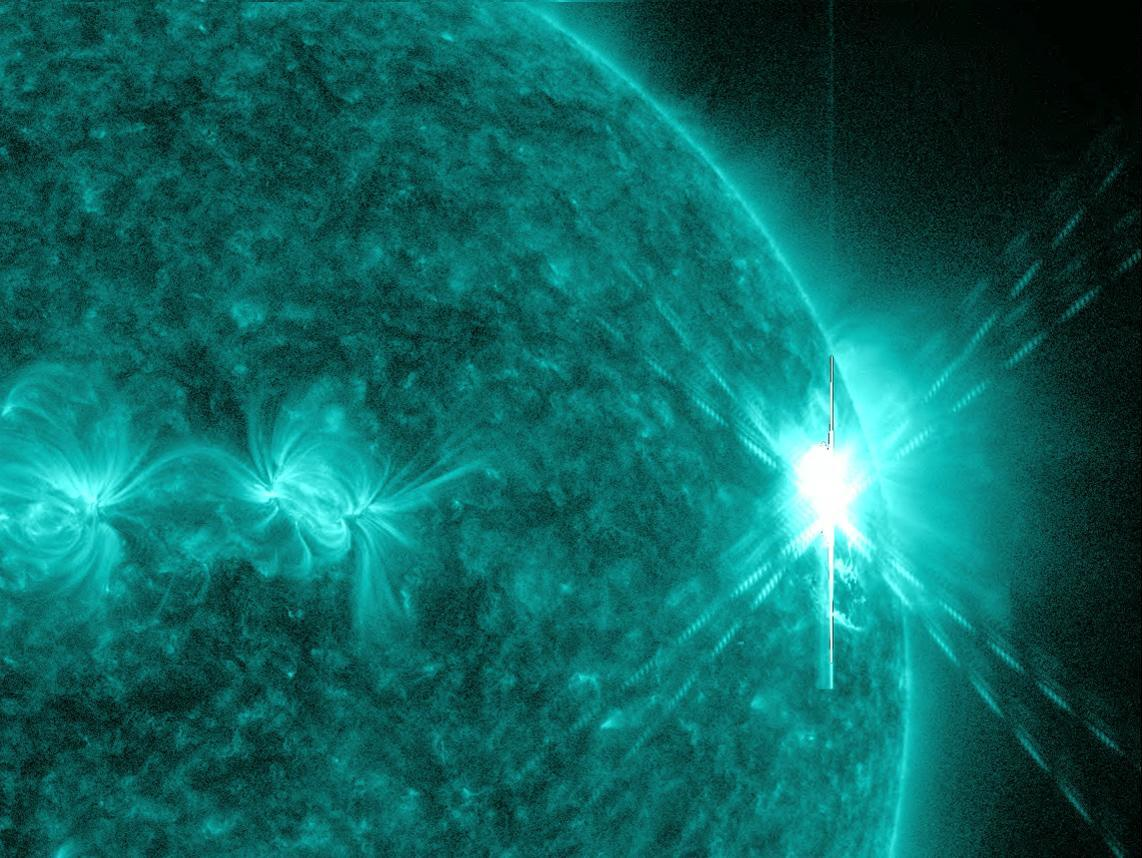
En klass X flare.

En flare (från engelskans flare med betydelser som låga, flamma, signalljus) är den kraftigaste typen av solutbrott. Ett svenskt ord för flare är soleruption. Andra ord för detta fenomen är solflamma och solfackla; oftare används det senare ordet för det betydligt lugnare solfenomen som i engelsk text kallas facula.

## Allmänt
På några minuter kan en flare frigöra så mycket energi som {\displaystyle 6\cdot 10^{25}} J vilket ger en medeleffekt under denna tid som kan nå en sjättedel av solens totalt utstrålade effekt. En flare utsänder både partikelstrålning och elektromagnetisk strålning på alla våglängder, inklusive ultraviolett och röntgen, och ger även upphov till intensifierad solvind. Samtliga dessa effekter har betydelse för rymdvädret, och en flare kan ge upphov till en koronamassutkastning som i sin tur kan ge upphov till en geomagnetisk storm.
En flare påverkar alla lager i solens atmosfär (fotosfär, korona och kromosfär) och värmer plasma till tiotals miljoner kelvin vilket accelererar elektroner, protoner och tyngre joner till hastigheter nära ljusets. Utbrottet skapar även stora mängder elektromagnetisk strålning i många våglängder från radiovågor ända upp till gammastrålning. De flesta flareutbrott sker i de aktiva områdena runt solfläckar där kraftiga magnetfält förbinder koronan med solens inre. Utbrotten sker över tidsperioder så korta som mellan några få minuter och några tiotals minuter och drivs av frigörandet av magnetisk energi som lagrats i koronan. Särdeles kraftiga utbrott kan ge upphov till koronamassutkastningar.
Röntgenstrålning och ultraviolett strålning från dessa utbrott kan påverka jordens jonosfär och på så sätt störa radioförbindelser över stora avstånd. Radiostrålning i våglängder på några tiotals meter kan påverka radar och annan apparatur som arbetar med liknande våglängder.
Richard Christopher Carrington och Richard Hodgson båda oberoende av varandra iakttog solutbrott 1859 då de såg kortvarigt ljusa områden i grupper av solfläckar. Solutbrott har även iakttagits på andra stjärnor.
Solutbrottsfrekvensen varierar med den c:a 11-åriga solfläckscykeln - när solen är mer aktiv och solfläckarna förekommer i större antal - är även utbrotten vanligare och kan förekomma flera gånger per dag. Under en lugn period kan utbrotten vara så pass sällsynta som en per vecka.

## Uppkomst
Vetenskaplig forskning har gett vid handen att fenomenet bakom solutbrott är magnetisk återkoppling - det vill säga när två polärt motsatta magnetfält förs samman och stora mängder energi frigörs.
På solen sker magnetisk återkoppling på ofta förekommande magnetfältsslingor. När en slinga återkopplas lämnas en liten bit av slingan kvar utan koppling till andra slingor. Detta frigör stora mängder energi och ett solutbrott äger rum. Den kvarhängande slingan och dess innehållande plasma expanderar utåt i riktningen av solvinden och kan, om en tillräcklig mängd massa dras med, skapa en koronamassutkastning (CME).
Detta förklarar även varför solutbrott oftast verkar äga rum i aktiva områden där solens magnetfält är starkare.

## Klassificering

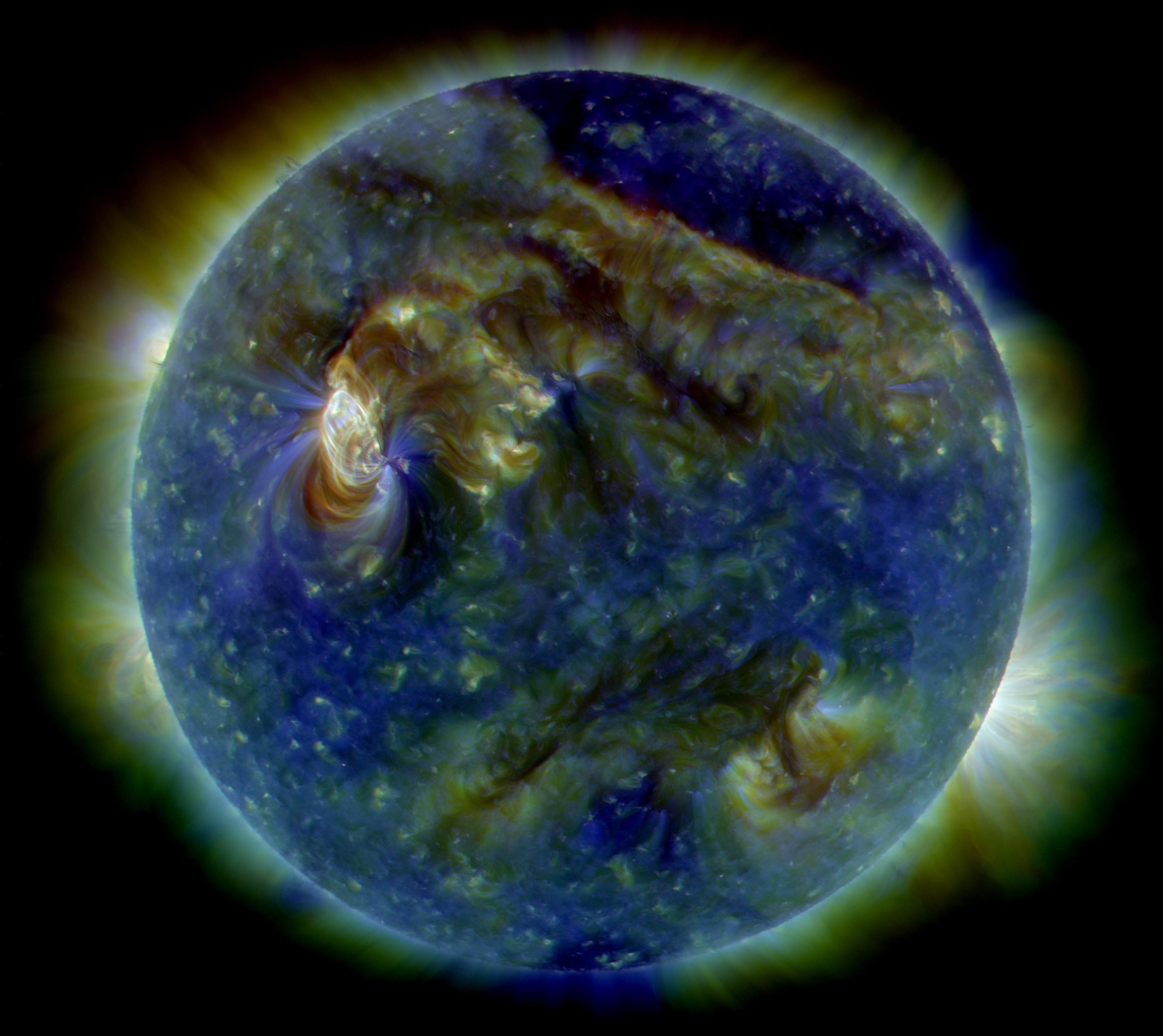
En klass C3 flare ovan till vänster.

Solutbrott och deras flares grupperas i klasserna A, B, C, M eller X beroende på största mängden flux (i Watt per kvadratmeter, eller W/m2) i våglängderna 100 till 800 pikometer (röntgenstrålning) när denna flux mäts på GOES-satelliten. Varje grupp har ett maximalt fluxvärde tio gånger högre än närmast lägre grupp. Klass X har maximalt flux på runt 10−4 W/m2. Inom varje klass delas utbrotten upp på en tiogradig skala där till exempel en X2 flare är dubbelt så kraftfull som en X1 flare och fyra gånger så kraftfull som en M5 flare. De kraftigare M- och Xklass utbrotten är de som oftast påverkar rymden nära jorden.
Även om denna gruppering är allmänt vedertagen för att beskriva ett utbrotts styrka är det bara ett mätsätt. Utbrott kan variera över många tiopotenser i styrka, och flares följer i stort sett samma distributionsmönster av frekvens över energi som jordbävningar.

## Faror
Solutbrott och flares kan ha en kraftig inverkan på jordens lokala rymdväder. Strömmar av partiklar med mycket höga energier kan i jordens magnetfält ge upphov till för rymdfarkoster och astronauter skadlig strålning. Den mjuka röntgenstrålningen från klass X utbrottger upphov till jonisering av den övre atmosfären, och detta kan leda till avbrott i kommunikation med kortvågsradio samt öka motståndet för satelliter i låga banor så att dessa förlorar momentum och faller ner i ännu lägre omloppsbanor. I magnetosfären ger dessa partiklar upphov till norr- och sydsken.
Solstormar kan frigöra stora mängder protoner, ett fenomen som kallas protonstorm. Dessa högenergiprotoner kan passera igenom människokroppen och orsaka biokemiska skador  och på så sätt utgör en direkt fara för astronauter som färdas mellan planeter. De flesta protoner tar ungefär två timmar på sig innan de når jordens bana. Ett solutbrott som ägde rum 20 januari 2005 orsakade den kraftigaste protonstormen som dittills iakttagits. Det tog protonerna ungefär 15 minuter att nå jorden, vilket indikerar att de färdades med en hastighet motsvarande en tredjedel av ljusets.
Strålningsrisken som utgörs av prominenser och koronamassutkastningar är en av de största bekymren för bemannade resor till mars, månen och andra planeter. Dylika resor skulle kräva någon form av strålningsskydd för astronauterna. Till en början hade planerna räknat med två timmars tid för astronauterna att ta sig till ett skyddat område efter det att ett solutbrott rapporterats, men baserat på händelsen den 20 januari 2005 skulle de eventuellt bara ha 15 minuter på sig. Frigjord energin i form av hård röntgenstrålning, frigjorda av plasma i solens kronosfär, anses vara farlig för rymdfarkoster.

## Observationer
Följande satelliter har solutbrottsobservationer som huvuduppgift:
- Yohkoh - Yohkoh (ursprungligen Solar A) observerade solen med en mängd olika instrument från uppskjutningen 1991 fram till den slutade fungera 2001.
- GOES - GOES-satelliterna ligger i geostationära omloppsbanor och har mätt mjuk röntgenstrålning sedan mitten av 1970-talet. Observationer från satelliterna ligger oftast till grund för klassifikation av solutbrott i A, B, C, M, and X klasserna.
- RHESSI - RHESSI tar bilder av solutbrott i högenergifotoner från mjuk röntgenstrålning (omkring 3 keV) till gammastrålning (omkring 20 MeV) och ger högupplöst spektroskopi.
- Hinode - Hinode (ursprungligen Solar B) sköts up av JAXA 2006 och studerar de kraftiga magnetfält som tros vara solutbrottens ursprung. Dessa observationer tros kunna ge insyn i de processer som ligger bakom solutbrotten och kan ge bättre förmåga att förutse potentiellt skadliga utbrott.[8].

Den mest kraftfulla solstormen de senaste 500 åren observerades i september 1859 – 1859 års geomagnetiska storm. Den brittiske astronomen Richard Carrington rapporterade om det, och händelsen lämnade spår i form av nitrater och beryllium-10 i Grönlands istäcke, vilket medgav nutida mätningar av fenomenet.

## Förutsägelser
Nuvarande metoder för att förutspå solutbrott är inte speciellt bra och det finns inget vi kan mäta idag som visar om ett visst aktivt område på solen skulle ge upphov till en solstorm eller inte. Många egenskaper hos solfläckarna har emellertid visat korrelation mellan aktiviteter och solstormar. Till exempel vet man att områden med hög magnetisk komplexitet, så kallade delta-områden, get upphov till de flesta större solutbrott. Prognoser är oftast formulerade som sannolikhet att ett solutbrott i klassena M eller X kommer att ske inom 24 till 48 timmar och amerikanska NOAA utger dessa.